# Minagrion waltheri
Minagrion waltheri är en trollsländeart som först beskrevs av Selys 1876.  Minagrion waltheri ingår i släktet Minagrion och familjen dammflicksländor. IUCN kategoriserar arten globalt som livskraftig. Inga underarter finns listade i Catalogue of Life.